# Forêt pétrifiée de Mata
La forêt pétrifiée de Mata (Arvoredo petrificado) est un parc paléobotanique situé sur la municipalité de Mata, dans l'État du Rio Grande do Sul, au Brésil. Il consiste en une réserve de 36 000 m2 qui recèle des fossiles végétaux vieux de 200 millions d'années (Trias supérieur), conservés dans leur emplacement d'origine et de couleurs et dimensions différentes. On y accède par la RS-532, à partir de la BR-287.